# 窝沿乡
窝沿乡，是中华人民共和国贵州省黔西南布依族苗族自治州普安县一个已撤销的乡级行政区，2015年1月23日，贵州省人民政府批复同意普安县乡镇行政区划调整，撤销窝沿乡，将其所辖的田坝村划归兴中镇，其余划归盘水街道。